# Мюмлисвиль-Рамисвиль
Мюмлисвиль-Рамисвиль (нем. Mümliswil-Ramiswil) — коммуна в Швейцарии, в кантоне Золотурн. 
Входит в состав округа Таль. Население составляет 2575 человек (на 31 января 2008 года). Официальный код — 2428.

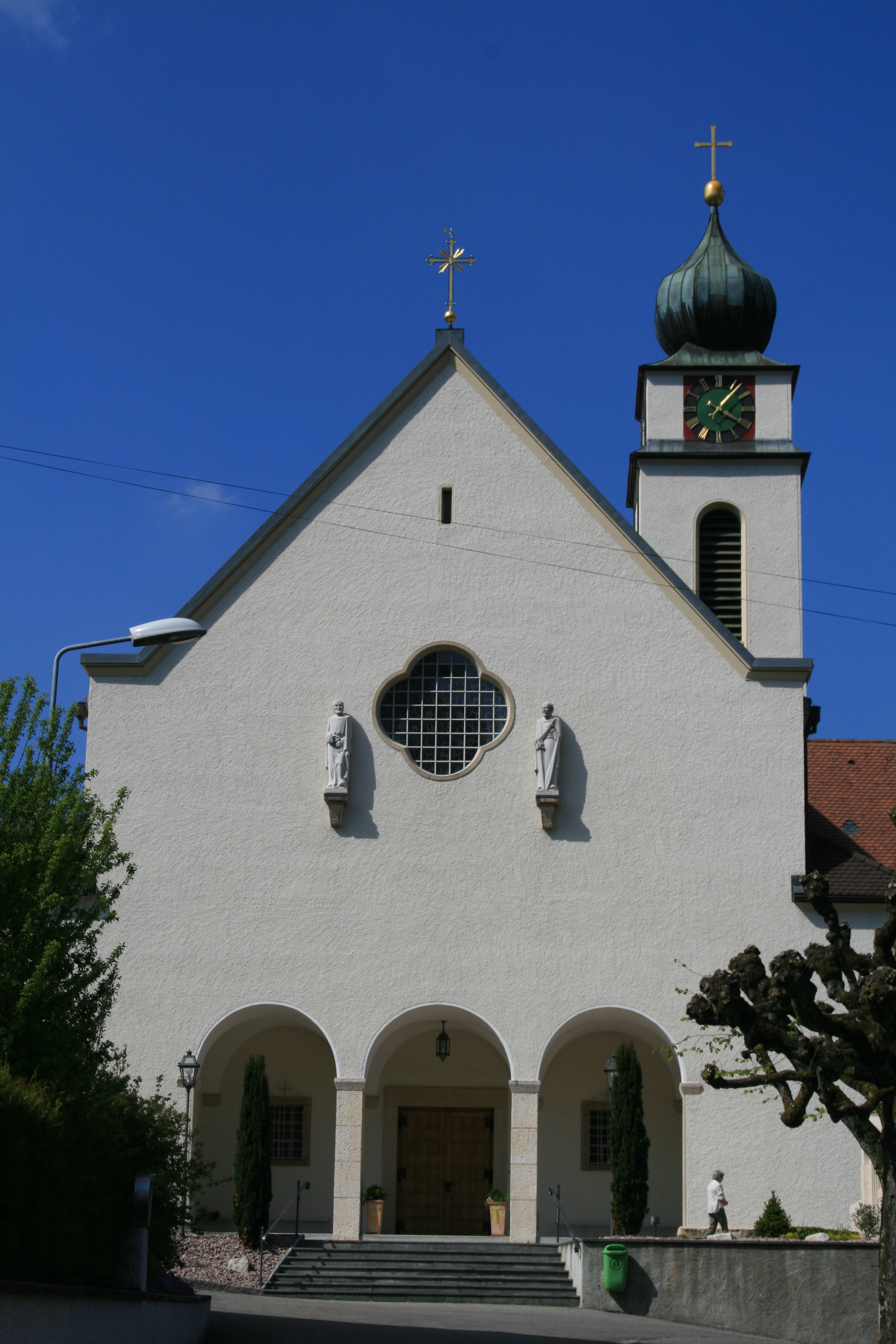
Baselgia